# Felipe Zanol
Pas d'image ? Cliquez ici
Felipe Zanol, né le 18 septembre 1981 à Belo Horizonte est un pilote de moto brésilien, pratiquant principalement le rallye-raid.

## Palmarès

### Principales victoires
- Rallye dos Sertões en 2012

## Rallye Dakar
- 2012 : 10e